# 1624 Rabe
1624 Rabe (1931 TT1) là một tiểu hành tinh vành đai chính được phát hiện ngày 9 tháng 10 năm 1931 bởi K. Reinmuth ở Heidelberg.